# ニシアオジタトカゲ
ニシアオジタトカゲ（西青舌蜥蜴、学名：Tiliqua occipitalis）は、トカゲ科アオジタトカゲ属に分類されるトカゲ。

## 分布
オーストラリア（西オーストラリア州、ビクトリア州北西部、南オーストラリア州）固有種

## 形態
全長30-45cm。体形は太短い。胴体中央部の斜めに列になった背面の鱗の数（体列鱗数）は38-42。体色は灰褐色や黄褐色で、背面には胴体に4-6本、尾に3-6本の暗色の太い横縞が入る。
頭頂間板と頸部の間に大型の多角形の鱗の列が2-4列入る。眼後部には太く明瞭な黒い筋模様が入る。尾は短い。

## 生態
砂漠、乾燥した草原や森林等に生息する。
食性は動物食傾向の強い雑食で、昆虫類、節足動物、果実等を食べる。
繁殖形態は卵胎生。

## 人間との関係
ペットとして飼育されることもあり、日本にも輸入されている。生息地であるオーストラリアは野生動物の輸出を禁止しているため野生個体の流通はないが、過去に欧米へ流通した個体からの繁殖個体が流通する。流通は極めて稀で、価格も極めて高価。テラリウムで飼育される。飼育にあたっては底面積を重視した大型のケージを用意する。上面には蒸れない様に通気性を確保でき、かつ脱走されないような蓋をする。床材として砂や赤玉土、ウッドチップ等を薄めに敷く。流木やコルクバーグ等を下に潜りこめるような隠れ家にする。極度の低温に弱いためケージの外側底面からシート状の遠赤外線ヒーターで温めたり、冬季は夜間も光の出ない照明器具を照射する。餌としてはコオロギ、果実、野菜等を与えるが、雑食の爬虫類用の人工飼料にも餌付く。餌に対しては事前にカルシウム剤等のサプリメントを振りかけて栄養価を上げる。餌に反撃されたり逃げられるのを防ぐため、生きた餌の場合は顎や触角、後肢を潰したり折ってから与える。